# Tillandsia queroensis
Tillandsia queroensis är en gräsväxtart som beskrevs av Amy Jean Gilmartin. Tillandsia queroensis ingår i släktet Tillandsia och familjen Bromeliaceae. Inga underarter finns listade i Catalogue of Life.